# Evan Bloodoff
Evan Bloodoff (né le 21 novembre 1990 à Castlegar, dans la province de la Colombie-Britannique au Canada) est un joueur canadien de hockey sur glace.

## Carrière de joueur
Il commence sa carrière junior en 2006-2007 avec les Rockets de Kelowna où il évolue encore en 2010-2011. Il est repêché en 2009 par les Coyotes de Phoenix après une saison où il aide son club à remporter la Coupe Ed Chynoweth méritant ainsi une participation à la Coupe Memorial. Malgré un bon tournoi, les Rockets s'inclinent en finale face aux représentants de la Ligue de hockey de l'Ontario, les Spitfires de Windsor.

## Statistiques
| Saison    | Équipe                   | Ligue          |    | Saison régulière | Saison régulière | Saison régulière | Saison régulière | Saison régulière |   | Séries éliminatoires | Séries éliminatoires | Séries éliminatoires | Séries éliminatoires | Séries éliminatoires |
| Saison    | Équipe                   | Ligue          | PJ | B                | A                | Pts              | Pun              | PJ               | B | A                    | Pts                  | Pun                  |                      |                      |
| 2005-2006 | Rebels de Castlegar      | KIJHL          | 50 | 32               | 21               | 53               | -                | -                | - | -                    | -                    | -                    |                      |                      |
| 2006-2007 | Rockets de Kelowna       | LHOu           | 59 | 4                | 4                | 8                | 20               | -                | - | -                    | -                    | -                    |                      |                      |
| 2007-2008 | Rockets de Kelowna       | LHOu           | 69 | 15               | 12               | 27               | 69               | 7                | 1 | 0                    | 1                    | 4                    |                      |                      |
| 2008-2009 | Rockets de Kelowna       | LHOu           | 71 | 12               | 9                | 21               | 77               | 22               | 3 | 3                    | 6                    | 10                   |                      |                      |
| 2009      | Rockets de Kelowna       | Coupe Memorial | -  | -                | -                | -                | -                | 4                | 0 | 0                    | 0                    | 0                    |                      |                      |
| 2009-2010 | Rockets de Kelowna       | LHOu           | 9  | 3                | 0                | 3                | 13               | 12               | 0 | 3                    | 3                    | 6                    |                      |                      |
| 2010-2011 | Rockets de Kelowna       | LHOu           | 72 | 22               | 22               | 44               | 76               | 6                | 1 | 4                    | 5                    | 10                   |                      |                      |
| 2011-2012 | Pirates de Portland      | LAH            | 48 | 6                | 2                | 8                | 10               | -                | - | -                    | -                    | -                    |                      |                      |
| 2012-2013 | Pirates de Portland      | LAH            | 9  | 0                | 0                | 0                | 2                | -                | - | -                    | -                    | -                    |                      |                      |
| 2012-2013 | Gladiators de Gwinnett   | ECHL           | 52 | 20               | 18               | 38               | 41               | 10               | 5 | 3                    | 8                    | 2                    |                      |                      |
| 2013-2014 | Gladiators de Gwinnett   | ECHL           | 55 | 17               | 12               | 29               | 52               | -                | - | -                    | -                    | -                    |                      |                      |
| 2013-2014 | Everblades de la Floride | ECHL           | 15 | 7                | 2                | 9                | 4                | -                | - | -                    | -                    | -                    |                      |                      |
| 2014-2015 | Everblades de la Floride | ECHL           | 48 | 20               | 12               | 32               | 36               | 9                | 0 | 3                    | 3                    | 2                    |                      |                      |
| 2015-2016 | Everblades de la Floride | ECHL           | 37 | 9                | 15               | 24               | 20               | -                | - | -                    | -                    | -                    |                      |                      |
| 2016-2017 | Everblades de la Floride | ECHL           | 36 | 8                | 8                | 16               | 27               | -                | - | -                    | -                    | -                    |                      |                      |
| 2016-2017 | Royals de Reading        | ECHL           | 7  | 1                | 3                | 4                | 4                | -                | - | -                    | -                    | -                    |                      |                      |
| 2017-2018 | Fife Flyers              | EIHL           | 38 | 27               | 12               | 39               | 38               | 1                | 0 | 0                    | 0                    | 2                    |                      |                      |
| 2018-2019 | Fife Flyers              | EIHL           | 55 | 27               | 15               | 42               | 60               | 2                | 0 | 2                    | 2                    | 0                    |                      |                      |
| 2019-2020 | Coventry Blaze           | EIHL           | 48 | 22               | 13               | 35               | 26               | -                | - | -                    | -                    | -                    |                      |                      |
| 2021-2022 | Coventry Blaze           | EIHL           | 54 | 21               | 10               | 31               | 16               | 2                | 0 | 1                    | 1                    | 4                    |                      |                      |

## Trophées et honneurs personnels
- 2009 : remporte la Coupe Ed Chynoweth avec les Rockets de Kelowna de la Ligue de hockey de l'Ouest.